# Struktura organizacyjna wojska I Rzeczypospolitej w 1792

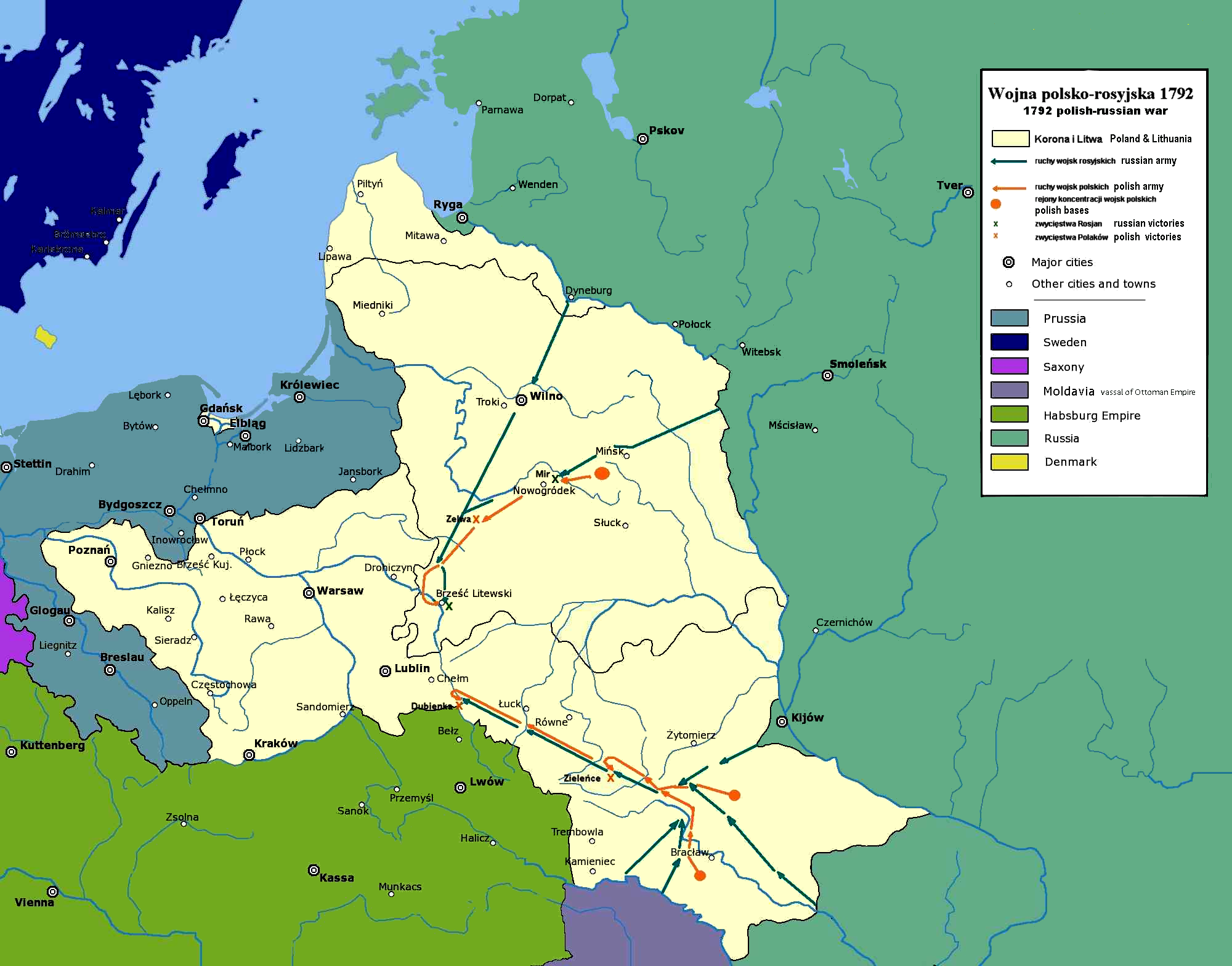
Mapa I Rzeczypospolitej w 1792

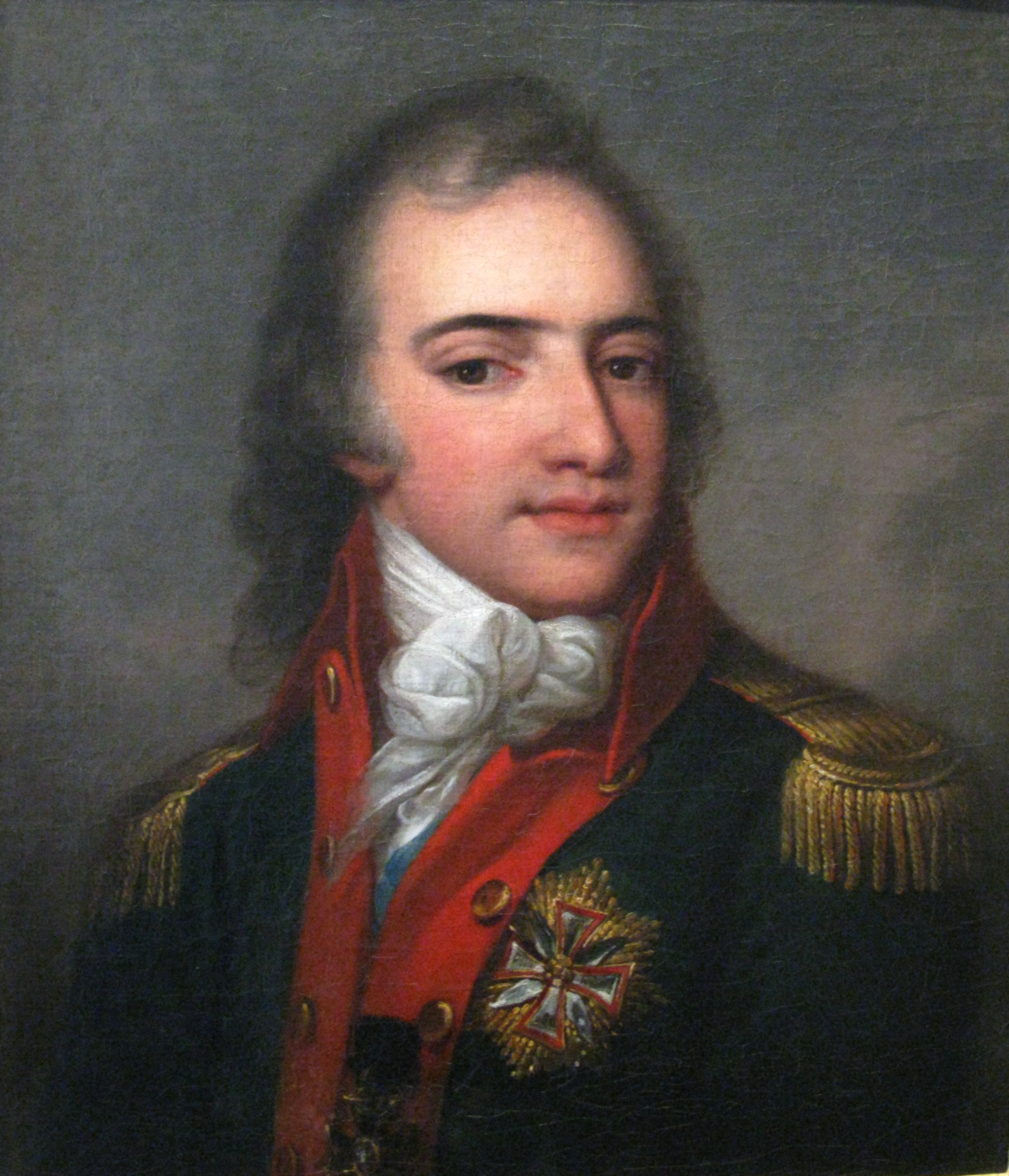
Generał lejtnant ks. Józef Poniatowski, dowódca korpusu wojsk koronnych w wojnie polsko-rosyjskiej 1792

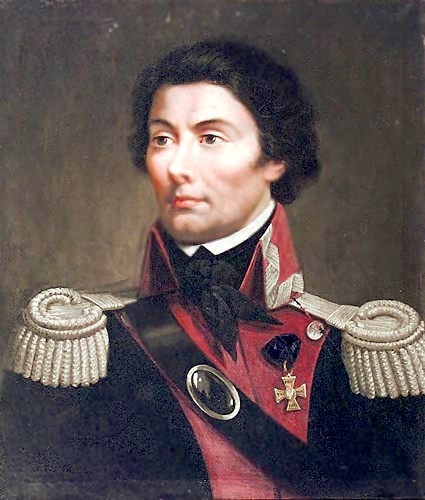
Tadeusz Kościuszko jako generał lejtnant wojsk koronnych w czasie wojny polsko-rosyjskiej 1792

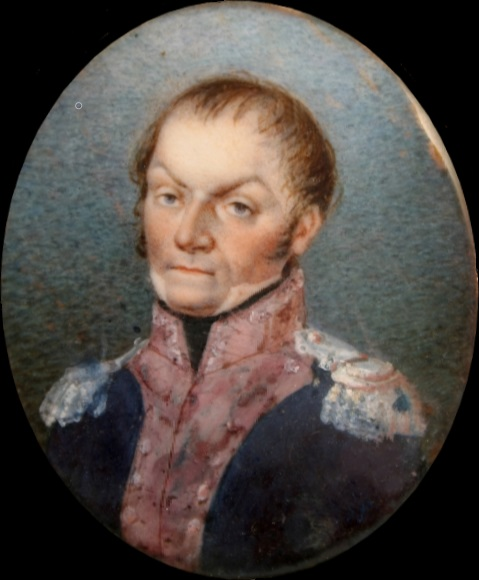
Józef Zajączek

Struktura organizacyjna wojska I Rzeczypospolitej w 1792 r., w czasie wojny w obronie Konstytucji 3 Maja.
Pod nieobecność hetmanów armią koronną dowodził książę Józef Poniatowski. Miał on początkowo ok. 17 000 żołnierzy, z czego wydzielił samodzielne brygady Tadeusza Kościuszki i Michała Wielhorskiego. Dołączył do niego później Michał Lubomirski ze swoją dywizją liczącą 4 500 wojska i gen. Józef Zajączek z 5 500 wojska. Dodatkowo w Kamieńcu Podolskim została nie wykorzystana załoga licząca  3 374 żołnierzy, w tym dwa regimenty piechoty.
Na Litwie, po zdradzie pruskiego sojusznika i współdziałającego z nim księcia Ludwika Wirtemberskiego, armia litewska dowodzona odtąd przez generała Józefa Judyckiego została pobita w bitwie pod Mirem 10 czerwca 1792. Po zmianie nieudolnego dowódcy 4 lipca 1792, armia litewska poniosła kolejną porażkę w bitwie pod Zelwą. Dalsze wycofywanie się w kierunku Warszawy doprowadziło do zaciętej obrony Brześcia oraz bitew w obronie przepraw na Bugu pod Grannem i Krzemieniem.

## Wojska koronne

### Piechota koronna
- Regiment Gwardii Pieszej Koronnej
- 1 Regiment Pieszy Koronny Augustyna Gorzeńskiego
- 2 Regiment Pieszy Koronny Józefa Wodzickiego
- 3 Regiment Pieszy Czapskiego
- 4 Regiment Pieszy Buławy Wielkiej Koronnej
- 5 Regiment Fizylierów
- 6 Regiment Pieszy Łanowy
- 7 Regiment Pieszy Potockiego
- 8 Regiment Pieszy Buławy Polnej Koronnej
- 9 Regiment Pieszy Raczyńskiego
- 10 Regiment Pieszy Ordynacji Rydzyńskiej
- 11 Regiment Pieszy Grenadierów Janusza Stanisława Ilińskiego
- 12 Regiment Pieszy Koronny Jana Malczewskiego
- 13 Regiment Pieszy Ordynacji Ostrogskiej
- 14 Regiment Pieszy im. Potockich
- 15 Regiment Pieszy Koronny Jana Augusta Cichockiego
- Korpus Strzelców
- Batalion skarbowy
- Garnizon Częstochowa
- Garnizon Poznań
- Chorągiew węgierska Buławy Wielkiej Koronnej (1717-1789, wznowiona 1793)
- Chorągiew węgierska Buławy Polnej Koronnej (1717-1789, wznowiona 1793)
- Chorągiew węgierska Marszałka Wielkiego Koronnego (1717-1794)
- Milicja Warszawy
- Milicje 'ukraińskie' (według Wolańskiego)

### Jazda koronna[2]
- Gwardia Konna Koronna
- 1 Brygada Kawalerii Narodowej (1 Wielkopolska) Damazego Mioduskiego
- 2 Brygada Kawalerii Narodowej (2 Wielkopolska) Pawła Biernackiego
- 3 Brygada Kawalerii Narodowej (1 Małopolska) Piotra Hadziewicza
- 4 Brygada Kawalerii Narodowej (2 Małopolska) Jana Eryka Potockiego
- 5 Brygada Kawalerii Narodowej (3 Ukraińska) Rafała Dzierżka
- 6 Brygada Kawalerii Narodowej (2 Ukraińska) Rocha Jerlicza
- 7 Brygada Kawalerii Narodowej (1 Ukraińska) Stefana Lubowidzkiego
- 8 Brygada Kawalerii Narodowej (4 Ukraińska) Stanisława Mokronowskiego
- 1 Pułk Przedniej Straży im. Królowej
- 2 Pułk Przedniej Straży Buławy Wielkiej Koronnej
- 3 Pułk Przedniej Straży Buławy Polnej Koronnej
- 4 Pułk Koronny Przedniej Straży Xcia Wirtemberga
- 5 Pułk Koronny Przedniej Straży Xcia Lubomirskiego
- 1 Pułk Wiernych Kozaków Jana Potockiego
- 2 Pułk Wiernych Kozaków Poniatowskiego/ Chomentowskiego
- Pułk Ułanów Nadwornych Koniga
- Ochotnicy ukraińscy (według Wolańskiego)

### Wojska techniczne
- Korpus Artylerii Koronnej
- Korpus Inżynierów Koronnych
- Korpus Pontonierów Koronnych

## Wojska litewskie

### Piechota litewska
- Regiment Gwardii Pieszej Wielkiego Księstwa Litewskiego
- 1 Regiment Pieszy Buławy Wielkiej Litewskiej
- 2 Regiment Pieszy Buławy Wielkiej Litewskiej
- 3 Regiment Pieszy Buławy Polnej Litewskiej
- 4 Regiment Pieszy Buławy Polnej Litewskiej
- 5 Regiment Pieszy Litewski Pawła Jerzego Grabowskiego
- 6 Regiment Pieszy Litewski Ksawerego Niesiołowskiego
- 7 Regiment Pieszy Litewski Xcia Kazimierza Nestora Sapiehy
- 8 Regiment Pieszy Domu Radziwiłłów
- Chorągiew węgierska Buławy Wielkiej Litewskiej (1717–1793)
- Chorągiew węgierska Buławy Polnej Litewskiej (1717–1793)
- Chorągiew węgierska Trybunału Litewskiego (od 22 czerwca 1790)
- Chorągiew węgierska Marszałka Wielkiego Litewskiego (1717–1794)
- Chorągiew Skarbowa
- Piechota z Nieświeża
- Strzelcy z Nieświeża
- III Batalion Lekkiej Piechoty Trębickiego (nowo erygowany)

### Jazda litewska
- Regiment Gwardii Konnej Wielkiego Księstwa Litewskiego
- 1 Brygada Kawalerii Narodowej Wielkiego Księstwa Litewskiego, potocznie: Husarska lub Kowieńska
- 2 Brygada Kawalerii Narodowej Wielkiego Księstwa Litewskiego, potocznie: Petyhorska lub Pińska
- 3 Brygada Kawalerii Narodowej Wielkiego Księstwa Litewskiego
- 1 Pułk Przedniej Straży JKM Wielkiego Księstwa Litewskiego Michała Kirkora
- 2 Pułk Przedniej Straży Buławy Wielkiej Litewskiej Józefa Jeleńskiego
- 3 Pułk Przedniej Straży Buławy Polnej Litewskiej Antoniego Chlewińskiego
- 4 Pułk Litewski Przedniej Straży Józefa Bielaka
- 5 Pułk Litewski Przedniej Straży Stanisława Byszewskiego
- Pułk Tatarski Jakuba Azulewicza (milicja Króla)
- Pułk Tatarski Aleksandra Ułana (nowo erygowany)
- Ordynacka Złota Chorągiew Radziwiłłów
- Chorągwie słucka i kojdanowska (kozackie) Radziwiłłów
- Ochotnicy Bujnickiego
- Wolontariusze 'grodzieńscy'

### Wojska techniczne
- Korpus Artylerii Litewskiej
- Artyleria z Nieświeża
- Korpus Inżynierów Wielkiego Księstwa Litewskiego